# Somerense Heide

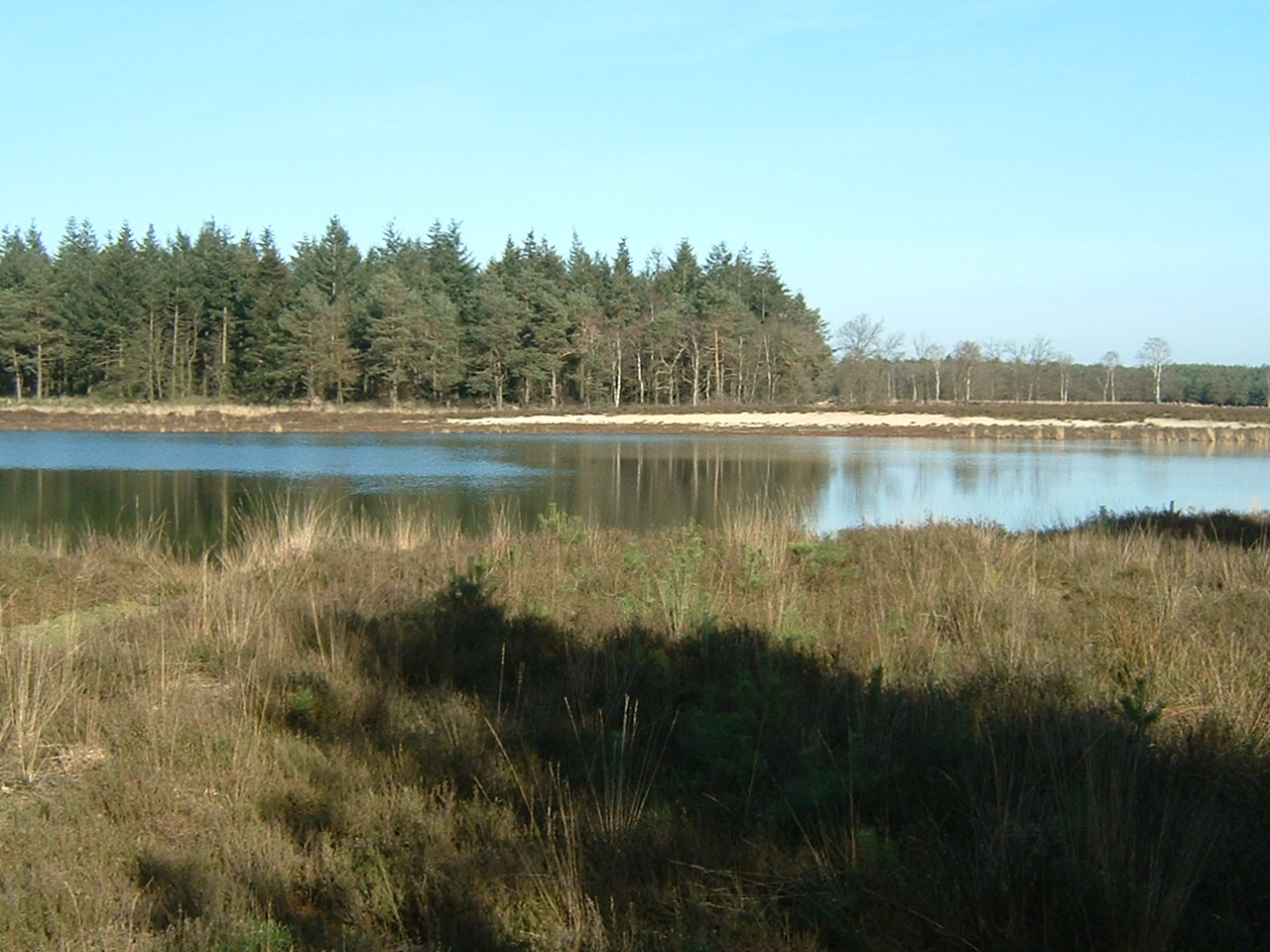
Natuurontwikkeling bij het Keelven

De Somerensche Heide en de Boksenberg zijn bossen in de gemeente Someren in de Nederlandse provincie Noord-Brabant. De bossen zijn eigendom van de gemeente.
Tot 1920 was de Somerensche Heide een uitgestrekt heidegebied tussen de Strabrechtse Heide en het landbouwgebied van Weert dat slechts doorsneden werd door de Maarheezerdijk en de Kerkedijk. De laatste voerde van Someren naar de voormalige grenskerk bij de Hutten. Door de heide stroomde de voedselarme Peelrijt. Tussen 1920 en 1930 werd de Peelrijt gekanaliseerd en het grootste deel van het gebied omgezet in landbouwgrond. Hier ontstond ook het dorp Someren-Heide. De overgebleven stukken (ca. 500 ha) werden met naaldhout opgeplant. Momenteel wordt het bos omgevormd tot gemengd bos.

## Keelven
Met het project Keelven heeft men de Somerense heide als wandelgebied nieuw leven willen inblazen door het regelmatige, rechthoekige bebossingspatroon af te wisselen met enkele flinke stukken heide met op vennen lijkende waterplassen. Echte vennen zijn dit eigenlijk niet, gezien de kunstmatige oorsprong, maar als wandelgebied is het Keelven e.o. zonder meer geslaagd te noemen. Het gebied vervult een duidelijke functie als geschikt alternatief voor enkele veel kwetsbaarder bos-, heide en vennengebieden in de omgeving, zoals het Beuven.